# Mocarstwa świata. Narodziny, rozkwit, upadek
Mocarstwa świata. Narodziny, rozkwit, upadek. Przemiany gospodarcze i konflikty zbrojne w latach 1500–2000 (ang. The Rise and Fall of the Great Powers: Economic Change and Military Conflict From 1500 to 2000) – książka autorstwa Paula Kennedy’ego, opublikowana po raz pierwszy w 1987 (wydanie polskie w 1994).
Jest to historia świata lat 1500–2000, widziana przez pryzmat starcia wielkich mocarstw w rywalizacji o władzę nad światem. Kennedy dokonał w niej syntezy czynników politycznych z ekonomicznymi. Książka znalazła się na liście najlepiej sprzedawanych pozycji dziennika „The New York Times” w 1988.

## Układ książki
Tytuły w jęz. angielskim (polskie tłumaczenie)
1. Strategy and Economics in the Preindustrial World  (Strategia  i gospodarka w świecie przedprzemysłowym)
1.1. The Rise of the Western World (Wzrost świata zachodniego)
1.2. The Habsburg Bid for Mastery, 1519–1659 (Walka Habsburgów o dominację 1519–1659)
1.3. Finance, Geography, and the Winning of Wars, 1660–1815 (Finanse, geografia i wygrywanie wojen, 1660–1815)
2. Strategy and Economics in the Industrial Era (Strategia i gospodarka w erze przemysłowej)
2.1. Industrialization and the Shifting Global Balances, 1815–1885 (Industralizacja i zachwianie globalnej równowagi, 1815–1885)
2.2. The Coming of a Bipolar World and the Crisis of the „Middle Powers”: Part One, 1885–1918 (Nadejście świata dwubiegunowego i kryzys średnich mocarstw: cz. 1, 1885–1918)
2.3. The Coming of a Bipolar World and the Crisis of the „Middle Powers”: Part Two, 1919–1942 (Nadejście świata dwubiegunowego i kryzys średnich mocarstw: cz. 2, 1919–1945)
3. Strategy and Economics Today and Tomorrow (Strategia i gospodarka dzis i jutro)
3.1. Stability and Change in a Bipolar World, 1943–1980 (Stabilizacja i  zmiana w świecie dwubiegunowym, 1943–1980)
3.2. To the Twenty-first Century (Ku dwudziestemu pierwszemu wiekowi)

## Główne założenia
Zdaniem autora zasadniczym źródłem potęgi wielkich mocarstw jest ich potencjał militarny oraz względny wobec innych mocarstw poziom gospodarki. Na przykład w XVIII wieku Zjednoczone Prowincje Niderlandów były najbogatszym krajem Europy, a Rosja najbiedniejszym, lecz mimo to Holendrzy doznali upadku, a Rosjanie wzrośli w siłę. Materialna siła państwa rzutuje na jego możliwości polityczne w okresie pokoju, stanowiąc skuteczne narzędzie. Kiedy jednak wybucha wojna, to okazuje się, że ostatecznie decyduje różnica potencjałów.
Obraz czasoprzestrzenny
Wizję historii świata według Kennedy’ego można przedstawić w następujący sposób:
| okres     | Hegemonia                      | mocarstwa wschodzące                                                    | mocarstwa schyłkowe                                |
| --------- | ------------------------------ | ----------------------------------------------------------------------- | -------------------------------------------------- |
| 1519–1659 | Habsburgowie, Hiszpania        | Francja, Niderlandy, Anglia, Imperium Osmańskie, Szwecja                |                                                    |
| 1660–1815 | brak (równowaga sił w Europie) | Francja, Habsburgowie (Austria), Anglia / Wielka Brytania, Rosja, Prusy | Hiszpania, Niderlandy, Imperium Osmańskie, Szwecja |
| 1815–1885 | Wielka Brytania                | Stany Zjednoczone, Rosja, Austria, Prusy                                | Francja,                                           |
| 1885–1918 | Wielka Brytania                | Stany Zjednoczone, Rosja, Niemcy                                        | Francja, Austro-Węgry                              |
| 1919–1942 | brak                           | Stany Zjednoczone, ZSRR, Niemcy, Japonia, Włochy                        | Wielka Brytania, Francja                           |
| 1942–1980 | Stany Zjednoczone, ZSRR        | Chiny, Wspólnota Europejska, Japonia                                    |                                                    |